# العلاقات السلوفاكية الغرينادية
العلاقات السلوفاكية الغرينادية هي العلاقات الثنائية التي تجمع بين سلوفاكيا وغرينادا.

## مقارنة بين البلدين
هذه مقارنة عامة ومرجعية للدولتين:
| وجه المقارنة                                              | سلوفاكيا                                                       | غرينادا                                |
| --------------------------------------------------------- | -------------------------------------------------------------- | -------------------------------------- |
| المساحة (كم2)                                             | 49.03 ألف                                                      | 348                                    |
| عدد السكان (نسمة)                                         | 5.44 مليون                                                     | 107.83 ألف                             |
| الكثافة السكانية (ن./كم²)                                 | 110.95                                                         | 30.99 ألف                              |
| العاصمة                                                   | براتيسلافا                                                     | سانت جورجز                             |
| اللغة الرسمية                                             | اللغة السلوفاكية                                               | لغة إنجليزية، إنكليزية غرنادة المولدة ‏ |
| العملة                                                    | كرونة سلوفاكية، يورو                                           | دولار شرق الكاريبي                     |
| الناتج المحلي الإجمالي (بليون دولار)                      | 95.77 مليار                                                    | 1.12 مليار                             |
| الناتج المحلي الإجمالي (تعادل القوة الشرائية) بليون دولار | 162.34 مليار                                                   | 1.45 مليار                             |
| الناتج المحلي الإجمالي الاسمي للفرد دولار أمريكي          | 16.09 ألف                                                      | 9.21 ألف                               |
| الناتج المحلي الإجمالي للفرد دولار أمريكي                 | 30.46 ألف                                                      | 12.43 ألف                              |
| مؤشر التنمية البشرية                                      | 0.844                                                          | 0.750                                  |
| رمز المكالمات الدولي                                      | +421                                                           | +1473                                  |
| رمز الإنترنت                                              | .sk                                                            | .gd                                    |
| المنطقة الزمنية                                           | توقيت وسط أوروبا، ت ع م+01:00، ت ع م+02:00، أوروبا/براتيسلافا ‏ | 00                                     |

## منظمات دولية مشتركة
يشترك البلدان في عضوية مجموعة من المنظمات الدولية، منها:
| علم المنظمة | اسم المنظمة                               | تاريخ انضمام سلوفاكيا | تاريخ انضمام غرينادا |
| ----------- | ----------------------------------------- | --------------------- | -------------------- |
|             | الاتحاد البريدي العالمي                   | ?                     | ?                    |
|             | يونسكو                                    | 9 فبراير 1993         | 17 فبراير 1975       |
|             | البنك الدولي للإنشاء والتعمير             | 1993                  | 27 أغسطس 1975        |
|             | منظمة التجارة العالمية                    | ?                     | ?                    |
|             | وكالة ضمان الاستثمار متعدد الأطراف        | 1993                  | 12 أبريل 1988        |
|             | الاتحاد الدولي للاتصالات                  | 23 فبراير 1993        | 17 نوفمبر 1981       |
|             | منظمة الشرطة الجنائية الدولية             | ?                     | ?                    |
|             | مؤسسة التمويل الدولية                     | 1993                  | 28 أغسطس 1975        |
|             | الأمم المتحدة                             | 19 يناير 1993         | 17 سبتمبر 1974       |
|             | مؤسسة التنمية الدولية                     | 1993                  | 28 أغسطس 1975        |
|             | منظمة حظر الأسلحة الكيميائية              | ?                     | ?                    |
|             | المركز الدولي لتسوية المنازعات الاستشارية | 26 يونيو 1994         | 23 يونيو 1991        |

## وصلات خارجية
- موقع وزارة الخارجية السلوفاكية